# Eastern (Ghana)
Eastern is een zuidoostelijke administratieve regio van Ghana.
De regio van ruim 19.000 vierkante kilometer telde in 2000 2,1 miljoen
inwoners en heeft Koforidua als hoofdplaats. Eastern grenst aan de regio's
Brong-Ahafo, Volta, Greater Accra, Central
en Ashanti in respectievelijk het noorden, het oosten, het
zuidoosten, het zuidwesten en het noordwesten.

## Districten
Eastern is onderverdeeld in zeventien districten:
- Afram Plains
- Akuapim North
- Akuapim South
- Asuogyaman
- Atiwa
- Birim North
- Birim South
- East Akim
- Fanteakwa
- Kwaebibirem
- Kwahu South
- Kwahu West
- Manya Krobo
- New-Juaben Municipal
- Suhum/Kraboa/Coaltar
- West Akim
- Yilo Krobo

Ashanti · Brong-Ahafo · Central · Eastern · Greater Accra · Northern · Upper East · Upper West · Volta · Western